# اشت بوک گروپ
اشت بوک گروپ (انگلیسی: Hachette Book Group) بنگاه چاپ و نشر کتاب و متعلق به اشت است که بزرگترین شرکت چاپ و نشر در فرانسه و سومین ناشر بزرگ تجاری و آموزشی در جهان است.